# 台湾金钗兰
台湾金钗兰（学名：Luisia megasepala）为兰科钗子股兰属下的一个种。

## 扩展阅读
- 維基物種上的相關：台湾金钗兰